# 林浦站 (庆尚北道)
林浦站（：／ Impo yeok */?）是位于韩国庆尚北道永川市北安面林浦里的一个铁路车站，它属于中央线，本站自2008年1月1日起不再办理客运业务。

## 历史
- 1918年9月20日 - 落成使用。
- 1952年1月28日 - 站舍烧毁。
- 1959年8月1日 - 新站舍重修竣工。
- 2021年12月28日 - 停用本站。

## 相鄰車站
韓國鐵道公社
中央線
松浦信號場－林浦－阿火